# En vivo!
En Vivo! es el undécimo álbum en directo y video de la banda británica de heavy metal Iron Maiden grabado durante su gira The Final Frontier World Tour, realizada en los años 2010 y 2011. Fue grabado en el Estadio Nacional de Chile, el 10 de abril de 2011 y lanzado mundialmente el 26 de marzo de 2012, excepto en Estados Unidos y Canadá, donde salió a la venta el 27 de marzo, alcanzando el puesto número uno en Europa y diversos países, además de obtener muy favorables críticas.

## Antecedentes
La intención de publicar material grabado durante la gira The Final Frontier World Tour fue anunciada a través de un comunicado de prensa con motivo del lanzamiento del álbum recopilatorio From Fear to Eternity el 15 de marzo de 2010, donde el representante de la banda, Rod Smallwood, aseguró que el espectáculo en Santiago de Chile y el de Buenos Aires serían filmados para un futuro lanzamiento en DVD.
La fecha de lanzamiento, el título y la carátula fueron revelados el 17 de enero de 2012, día en que además se dio a conocer que el show estaría disponible no solo en formato DVD, sino también en Blu-ray, disco compacto y LP. La banda aprovechó para confirmar que habían elegido el concierto de Santiago de Chile como la base del álbum. Al respecto, el bajista de Iron Maiden declaró:

After much consideration we chose the Santiago show as we felt it was one of our best performances of the entire Tour and to play at the prestigious Estadio Nacional was a landmark moment for us. For reasons known to our fans, it took a long time before we got to play our first show in Chile, and once we did get to play a show, the response was so phenomenal we just had to keep coming back.
Después de mucha consideración, escogimos el show de Santiago porque sentimos que era una de nuestras mejores actuaciones de la gira y tocar en el prestigioso Estadio Nacional era un momento de importancia para nosotros. Por motivos sabidos por nuestros admiradores, se tardó mucho para conseguir el primer espectáculo en Chile, y una vez que realmente conseguimos tocar, la respuesta era tan fenomenal que solamente tuvimos que seguir volviendo.
Steve Harris.

## Lista de canciones
| Disco Uno |                                                    |          |  |
| N.º       | Título                                             | Duración |  |
| 1.        | «Satellite 15» (de The Final Frontier, 2010)       | 4:36     |  |
| 2.        | «The Final Frontier» (de The Final Frontier, 2010) | 4:10     |  |
| 3.        | «El Dorado» (de The Final Frontier, 2010)          | 5:52     |  |
| 4.        | «2 Minutes to Midnight» (de Powerslave, 1984)      | 5:50     |  |
| 5.        | «The Talisman» (de The Final Frontier, 2010)       | 8:45     |  |
| 6.        | «Coming Home» (de The Final Frontier, 2010)        | 5:57     |  |
| 7.        | «Dance of Death» (de Dance of Death, 2003)         | 9:03     |  |
| 8.        | «The Trooper» (de Piece of Mind, 1983)             | 3:59     |  |
| 9.        | «The Wicker Man» (de Brave New World, 2000)        | 5:06     |  |
| 53:18     |                                                    |          |  |

| Disco Dos |                                                                |          |  |
| N.º       | Título                                                         | Duración |  |
| 1.        | «Blood Brothers» (de Brave New World, 2000)                    | 7:04     |  |
| 2.        | «When the Wild Wind Blows» (de The Final Frontier, 2010)       | 10:37    |  |
| 3.        | «The Evil That Men Do» (de Seventh Son of a Seventh Son, 1988) | 4:17     |  |
| 4.        | «Fear of the Dark» (de Fear of the Dark, 1992)                 | 7:30     |  |
| 5.        | «Iron Maiden» (de Iron Maiden, 1980)                           | 5:08     |  |
| 6.        | «The Number of the Beast» (de The Number of the Beast, 1982)   | 4:57     |  |
| 7.        | «Hallowed Be Thy Name» (de The Number of the Beast, 1982)      | 7:28     |  |
| 8.        | «Running Free» (de Iron Maiden, 1980)                          | 7:57     |  |
| 54:58     |                                                                |          |  |

### Contenido adicional DVD/Blu-ray
- Documental Detrás de la bestia
- Video musical de Satellite 15...The Final Frontier (versión del director)
- Grabación del video musical Satellite 15...The Final Frontier
- Introducción del espectáculo de la gira The Final Frontier World Tour

## Integrantes
- Bruce Dickinson - vocalista
- Dave Murray - guitarra
- Adrian Smith - guitarra, coros
- Janick Gers - guitarra
- Steve Harris - Bajo eléctrico, coros
- Nicko McBrain - baterista

Músicos adicionales
- Michael Kenney - teclado